# Дроздов, Владимир Васильевич
Владимир Васильевич Дроздов (1910—1985) — советский хозяйственный, государственный и политический деятель, Герой Социалистического Труда.

## Биография
Родился в 1910 году в Бежице. Член ВКП(б) с 1935 года.
С 1923 года — на хозяйственной, общественной и политической работе. В 1923—1983 гг. — помощник слесаря на заводе «Красный Профинтерн», токарь этого завода 7 разряда, учился при БМЗ, техник на Уфалейском никелевом заводе, инспектор-механик, главный механик, начальник дробильно-агломерационного цеха, парторг, директор Орского никелевого комбината, член коллегии и начальник Главного управления снабжения Минцветмета СССР, директор Норильского горно-металлургического комбината, начальник Главникелькобальта Министерства цветной металлургии СССР, руководил ещё 4 комбинатами цветной металлургии.
Указом Президиума Верховного Совета СССР от 9 июня 1961 года присвоено звание Героя Социалистического Труда с вручением ордена Ленина и золотой медали «Серп и Молот».
Избирался депутатом Верховного Совета РСФСР 2-го, 3-го, 5-го созывов.
Умер в 1985 году в Москве.